# محمل

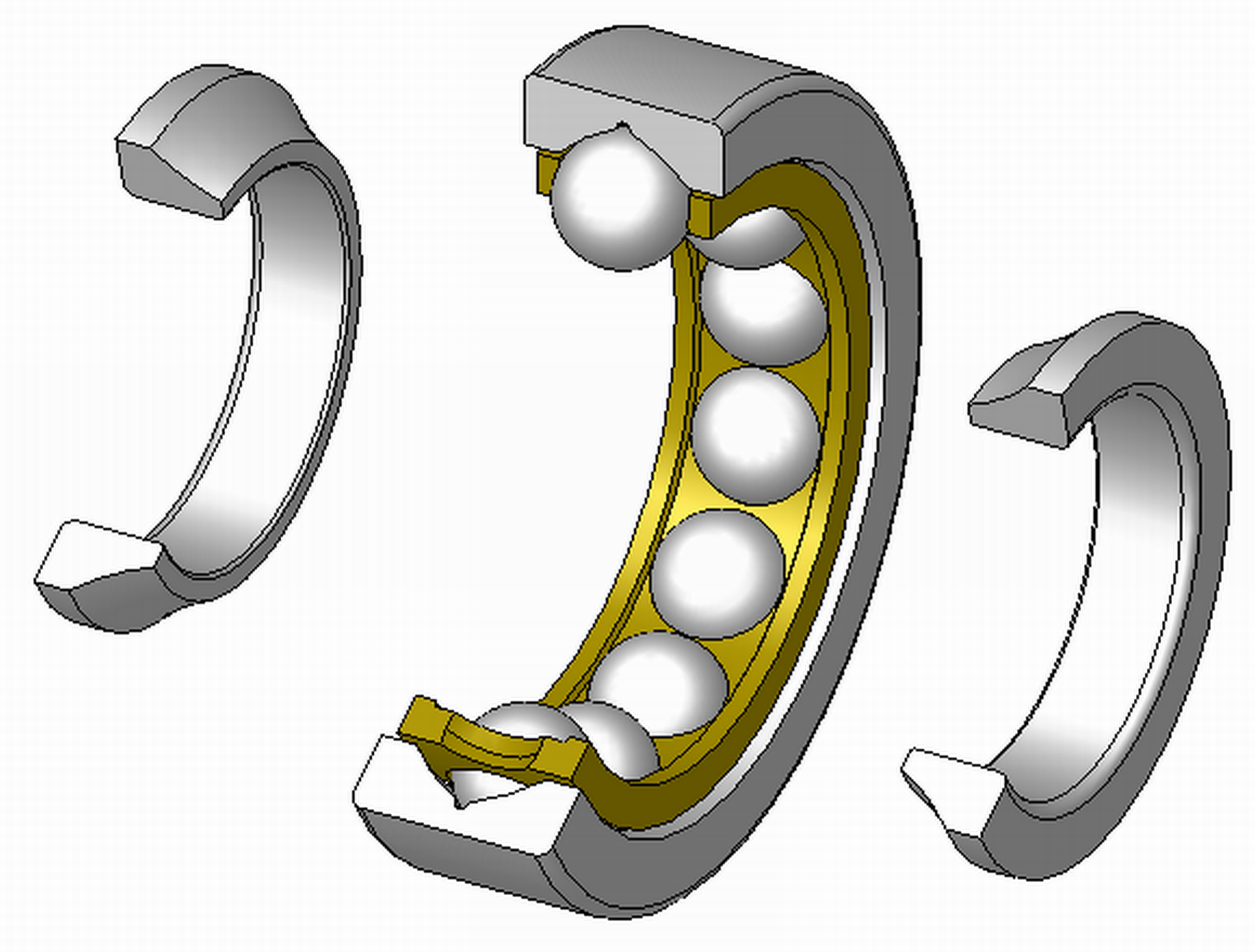
رسم متباعد يوضح مثالا عن محمل كريات ذي أربع نقاط تلامس.

المحمل (بالإنجليزية: Bearing)، هو عنصر ميكانيكي يُستخدم في الآلات لتقييد الحركة النسبية بين الأجزاء، بحيث يسمح فقط بالحركة المطلوبة، ويقلل من الاحتكاك بين الأجزاء المتحركة. تتفاوت تصاميم المحامل بحسب الوظيفة، فقد تسمح بالحركة الخطية الحرة، أو بالدوران حول محور ثابت، أو قد تُقيّد الحركة تمامًا من خلال التحكم في اتجاه القوى العمودية المؤثرة على الأجزاء المتحركة.
تلعب المحامل دورًا أساسيًا في تسهيل الحركة المطلوبة في الآلات من خلال تقليل الاحتكاك إلى الحد الأدنى. وتُصنّف المحامل عادةً حسب نوع التشغيل، أو طبيعة الحركة المسموح بها، أو اتجاه الأحمال (القوى) المؤثرة على الأجزاء المتصلة بها. مصطلح "bearing" مشتق من الفعل الإنجليزي "to bear"، والذي يعني "يحمل" أو "يدعم"، إذ إن وظيفة المحمل هي تمكين أحد الأجزاء من دعم جزء آخر.
أبسط أنواع المحامل هي الأسطح الحاملة، وهي أجزاء مقطوعة أو مشكّلة داخل قطعة ميكانيكية، وتتحكم بدرجات متفاوتة في الشكل والحجم والخشونة والموقع. أما المحامل الأكثر تعقيدًا فهي أجهزة مستقلة تُركّب داخل الآلة أو في أجزائها. وتُستخدم محامل دقيقة عالية الجودة في التطبيقات التي تتطلب أداءً فائقًا، ويستلزم تصنيعها معايير تقنية متقدمة جدًا، ما يجعلها من أكثر مكونات الآلة تطورًا.

## الأنواع
تُستخدم المحامل الدوّارة (Rotary Bearings) لتثبيت الأجزاء الدوّارة مثل الأعمدة (shafts) أو المحاور (axles) داخل الأنظمة الميكانيكية، وتعمل على نقل الأحمال المحورية (axial) والأحمال الشعاعية (radial) من مصدر الحمل إلى البنية التي تدعمه. أبسط أنواع المحامل هو المحمل الانزلاقي، ويتكوَّن من عمود يدور داخل فتحة.
ولتقليل الاحتكاك، يُستخدم التشحيم، حيث تتوفر المواد المُزَلِّقة بأشكال مختلفة تشمل السوائل، والمواد الصلبة، والغازات. ويتم اختيار نوع المادة المُزَلِّقة اعتمادًا على طبيعة التطبيق وظروف التشغيل مثل درجة الحرارة، الحمل، وسرعة الدوران.
أما في محامل الكرات و محامل الأسطوانات، فيُستخدم عناصر دحرجة مثل الكرات أو الأسطوانات ذات المقطع العرضي الدائري لتقليل الاحتكاك الانزلاقي، حيث توضع هذه العناصر بين الحلقات أو محاور الدوران ضمن تجميع المحمل.
توجد أنواع وتصاميم متعددة جدًا من المحامل، وذلك لتلبية متطلبات التطبيقات المختلفة بشكل دقيق، وتحقيق أعلى كفاءة واعتمادية ومتانة وأداء ممكن.
| النوع                                        | الوصف                                                                                             | الاحتكاك | الصلابة                                                     | السرعة                                                          | العمر الافتراضي                                                                     | ملاحظات |
| -------------------------------------------- | ------------------------------------------------------------------------------------------------- | --- | ----------------------------------------------------------- | --------------------------------------------------------------- | ----------------------------------------------------------------------------------- | --- |
| المحمل البسيط (Plain bearing)                | أسطح احتكاك عادة مع مادة تشحيم؛ بعض المحامل تستخدم تشحيمًا مضخوخًا وتتصرف مثل المحامل السائلة.      | يعتمد على المواد والبناء، معامل احتكاك PTFE يتراوح بين ≈0.05–0.35 حسب المواد المضافة.                                                   | جيدة، بشرط أن يكون التآكل منخفضًا، لكن يوجد بعض الفراغ عادة. | من منخفض إلى عالي جدًا                                           | من منخفض إلى عالي جدًا — يعتمد على التطبيق والتشحيم.                                 | مستخدم على نطاق واسع، احتكاكه نسبيًا عالي، يعاني من مشكلة الالتصاق (stiction) في بعض التطبيقات. قد يكون العمر أطول أو أقصر من محامل عناصر التدحرج حسب التطبيق. |
| محمل عناصر التدحرج (Rolling element bearing) | تلامس كرات أو أسطوانات كل من الأسطح الدوارة والثابتة والتي تدور بدلاً من أن تحتك.                  | معامل احتكاك التدحرج مع الفولاذ ≈0.005 (يزداد الاحتكاك بسبب الأختام، وشحم التعبئة، والتحميل المسبق، وسوء المحاذاة حتى 0.125).           | جيدة، لكن يوجد بعض الفراغ عادة.                             | معتدلة إلى عالية (غالبًا ما تتطلب تبريدًا)                        | معتدلة إلى عالية (تعتمد على التشحيم، وتتطلب صيانة غالبًا).                           | تُستخدم لأحمال عزم أعلى من المحامل البسيطة مع احتكاك أقل. |
| محمل الأحجار الكريمة (Jewel bearing)         | محمل كروي مركزي يتحرك داخل قاعدة المحمل.                                                          | منخفض جدًا | منخفض بسبب الانثناء                                         | منخفض                                                           | كافٍ (يتطلب صيانة)                                                                   | يُستخدم بشكل رئيسي في الأعمال الدقيقة منخفضة الحمل مثل الساعات. قد تكون صغيرة جدًا.                                                                             |
| المحمل السائل (Fluid bearing)                | يتم إجبار سائل بين وجهين ويُحجز بواسطة ختم حافة.                                                   | صفر عند سرعة صفر، منخفض أثناء الحركة.                                                                                                   | عالي جدًا                                                    | عالي جدًا (محدود عادة ببضع مئات من الأقدام في الثانية حسب الختم) | لا نهائي عمليًا في بعض التطبيقات، قد يتآكل عند بدء التشغيل/الإيقاف. صيانة قليلة جدًا. | قد يفشل بسرعة بسبب الغبار أو الشوائب. صيانة مجانية في الاستخدام المستمر. يتحمل أحمالًا كبيرة باحتكاك منخفض.                                                    |
| المحمل المغناطيسي (Magnetic bearing)         | تُفصل أوجه المحمل بواسطة مغناطيسات (كهرومغناطيسات أو تيارات دوامية).                               | صفر عند سرعة صفر، لكن يستهلك طاقة ثابتة للتعليق؛ التيارات الدوامية تتولد أثناء الحركة وقد تكون مهملة إذا كان المجال مغناطيسيًا شبه ثابت. | منخفض                                                       | لا يوجد حد عملي                                                 | غير محدود. صيانة مجانية (مع الكهرومغناطيسات).                                       | المحامل المغناطيسية النشطة تحتاج إلى طاقة كبيرة. المحامل الكهروديناميكية لا تتطلب طاقة خارجية.                                                                |
| محمل الانثناء (Flexure bearing)              | المادة تنثني للسماح بالحركة وتقيدها.                                                              | منخفض جدًا | منخفض                                                       | عالي جدًا                                                        | عالي جدًا أو منخفض حسب المواد والتوتر في التطبيق. عادة خالي من الصيانة.              | نطاق حركة محدود، لا يوجد فراغ (backlash)، حركة سلسة للغاية.                                                                                                   |
| المحمل المركب (Composite bearing)            | شكل محمل بسيط مع بطانة PTFE بين المحمل والعمود، مدعومة بطبقة معدنية مدمجة. PTFE تعمل كمواد تشحيم. | PTFE واستخدام مواد مضافة لضبط الاحتكاك حسب الحاجة.                                                                                      | جيدة حسب الدعم المعدني المدمج                               | من منخفض إلى عالي جدًا                                           | عالي جدًا؛ PTFE والمواد المضافة تضمن مقاومة التآكل والتآكل.                          | مستخدم على نطاق واسع، يتحكم في الاحتكاك، يقلل من التوقف والالتصاق، يقلل PTFE الاحتكاك الساكن.                                                                 |

## التصميم

### الحركات
الحركات الشائعة التي تسمح بها المحامل تشمل:
- الدوران الشعاعي، مثل دوران العمود.
- الحركة الخطية، مثل حركة درج.
- الدوران الكروي، مثل مفصل الكرة والتجويف (ball and socket joint).
- حركة المفصل، مثل حركة الباب أو المرفق أو الركبة.

### المواد
كانت أولى المحامل البسيطة ومحامل عناصر التدحرج مصنوعة من الخشب، تلاها بسرعة استخدام البرونز. صُنعت المحامل على مر التاريخ من العديد من المواد، منها السيراميك، الياقوت، الزجاج، الصلب، البرونز، والمعادن الأخرى. كما تُستخدم اليوم محامل بلاستيكية مصنوعة من النايلون، بولي أوكسيميثيلين، بولي تترافلوروإيثيلين (تيفلون)، والبولي إيثيلين عالي الوزن الجزيئي جداً إلى جانب مواد أخرى.

### المواد الشائعة في صناعة المحامل
يصنع صانعو الساعات ساعات مزينة بـ"أحجار كريمة" باستخدام محامل مصنوعة من الياقوت لتقليل الاحتكاك، مما يُساهم في تحسين دقة ضبط الوقت. حتى المواد الأساسية يمكن أن تتمتع بمتانة رائعة. فالمحامل الخشبية، على سبيل المثال، لا تزال تُستخدم في الساعات القديمة أو في الطواحين المائية حيث يوفر الماء التبريد والتشحيم.
| مادة المحمل                                                                                                | الخصائص | العيوب |
| --- | --- | --- |
| صلب كروم SAE 52100 صلب تعتيق السطح SAE 4118                                                                | - مقاومة للاهتراء الكاشط والالتصاق بسبب الصلابة - قوة ضغط عالية لتحمل الأحمال - عمر تعب جيد                                                                              | - عرضة للتآكل - نطاق درجة حرارة صغير |
| صلب مقاوم للصدأ AISI 440C                                                                                  | - مقاومة عالية للصدأ - تشغيل بدرجات حرارة مرتفعة | - قدرة تحمل أقل مقارنة بـ SAE 52100 - عمر تعب أقصر من SAE 52100 - تكلفة أعلى                                                                                 |
| صلب عالية السبائك AISI M-50 صلب عالية السبائك M50NiL                                                       | - عمر تعب مرتفع - تشغيل بسرعات عالية - تحمل درجات حرارة مرتفعة | - تكلفة عالية |
| صلب مقاوم للصدأ DD400                                                                                      | - مقاومة عالية للصدأ - عمر تعب محسن مقارنة بـ 440C - اهتراء أقل بفضل جودة السطح الأفضل - اهتزاز وضوضاء أقل                                                               | - قدرة تحمل منخفضة - تكلفة عالية |
| سيراميك: نيتريد السيليكون، الزركونيا، كربيد السيليكون                                                      | - مقاومة عالية للصدأ - خفة الوزن (مناسب للسرعات العالية) - مقاومة حرارية عالية - مقاومة كهربائية عالية - مقاومة جيدة للاهتراء - احتكاك منخفض - تشغيل بدرجات حرارة مرتفعة | - قدرة تحمل منخفضة - تكلفة عالية - حساس للصدمات الحرارية |
| المعادن البيضاء أو معدن بابيت (سبائك أساسها القصدير مع كميات صغيرة من النحاس، الأنتيمون، الرصاص، ومماثلها) | - احتكاك منخفض عند الاستخدام مع الصلب - قدرة عالية على التداخل (الانغماس) - قدرة جيدة على التكيف - مقاومة جيدة للاحتباس والالتصاق                                        | - نطاق درجة حرارة صغير - نقطة انصهار منخفضة مما يحد من السرعة والحرارة                                                                                       |
| سبائك النحاس والرصاص                                                                                       | - قدرة تحمل أعلى من المعادن البيضاء - مقاومة تعب أعلى من المعادن البيضاء - مقاومة عالية للتآكل - مقاومة عالية للاحتباس                                                   | |
| برونز | - احتكاك منخفض | - قدرة تحميل منخفضة |
| سبائك الألومنيوم                                                                                           | - توصيل حراري عالي - قوة ضغط عالية | |
| فضة | - توصيل حراري عالي - مقاومة تعب عالية | - تكلفة عالية |
| بلاستيك (نايلون، أسيتال، PTFE، فينوليك، بولي أميد، بولي إيثيلين عالي الكثافة، بولي كاربونات)               | - تكلفة منخفضة - قدرة جيدة على التكيف - امتصاص جيد للاهتزاز - قدرة عالية على التداخل - خفيف الوزن - مقاومة جيدة للتآكل - مقاومة جيدة للاهتراء                            | - توصيل حراري منخفض - نطاق درجة حرارة صغير - حملات خفيفة - سرعات منخفضة - تمدد حراري عالي - نقطة خضوع منخفضة تؤدي إلى زحف - التصاق عالي على أعمدة غير حديدية |
| كربون جرافيت                                                                                               | - مقاومة جيدة للتآكل - نطاق درجة حرارة واسع | - قدرة ضعيفة على التداخل |

## مبادئ العمل

رسوم متحركة للمحمل ذي الكريات

يوجد 6 مبادئ عامة لعمل المحامل على الأقل:
- المحمل البسيط ويعرف أيضا بمزيد من التخصيص: جلبة (bushings)، محمل انزلاقي، محمل بجلبة.
- المحامل ذات العناصر الدحروجية مثل محمل ذو كريات والمحامل الدحروجية.
- محمل ذو جواهر[الإنجليزية].
- محمل ذو مائع[الإنجليزية] يقوم فيه الغاز أو السائل بحمل الأحمال.
- محمل مغناطيسي[الإنجليزية] يقوم حقل مغناطيسي بحمل الأحمال.
- محمل انثنائي[الإنجليزية].

## الاحتكاك
إن تقليل الاحتكاك في المحامل هو مهم من أجل الكفاءة، من أجل تقليل الاهتراء وليتيح الاستخدام المطول عند سرعات عالية لتجنب التسخين الزائد وانهيار المحامل السابق لأوانه. يمكن للمحمل أن يقلل من الاحتكاك بفضل شكله، ومواده، وبوجود مائع بين السطوح أو بفصل السطوح بحقل مغناطيسي.
- الشكل، حيث يعطي الشكل الكروي أو الأسطواني ميزة تقليل الاحتكاك، أو بتشكيل المحامل الانثنائية.
- المواد، يستغل طبيعة المادة المستخدمة في المحمل. مثلا تستخدم اللدائن في المحامل لتقليل الاحتكاك في السطوح.
- المائع، يستغل اللزوجة المنخفضة لطبقة من المائع مثل المزلق أو كوسط مضغوط لإبقاء السطحين الصلبين دون تلامس، أو بإنقاص القوى الناظمية بينها.
- الحقل، يستغل الحقول الكهرومغناطيسية مثل الحقول المغناطيسية لإبقاء السطحين الصلبين دون تلامس.

جمع لهذه الوسائل يمكن استخدامها في المحمل ذاته. مثال عن ذلك هو استخدام القفص من اللدائن، ويفصل بين المدحرجات، مما يقلل من الاحتكاك بفضل شكلها درجة إنهائها.